# Somfarån
Somfarån är en å som rinner ut i Dalälven vid Södra Färjsundet, Hedesunda socken i allra sydligaste Gästrikland. Hade silvergruvor från Gustaf Vasas tid, Gundbo by och gruvor, Jugansbo, Sevallbo och Dalkarlsbo byar bidrar med vatten till Somfarån. Somfarån rinner via Sevallbo, Funke, Dalkarlsbo, Fröjesbo, Somfarsjön och Somfarmyran ut i Dalälven vid Hällarna. Somfarån är omtalad i ett pergamentsbrev från år 1424. Ån hette då Sunfara ane. 
Troligen betyder Sunfara ane "ån man far till sundet på" eller "ån vid överfartsstället (sundet)". Sundet som avses är Södra Färjsundet som år 2002 fick broförbindelse i stället för den färja som funnits där sedan urminnes tider längs färdvägen mellan Uppsala-Västerås och Gästrikland på Enköpingsåsen via Ön.